# 勞倫斯頓 (密蘇里州)
勞倫斯頓（英語：Lawrenceton）是位於美國密蘇里州聖熱訥維耶沃縣的非建制地區。

## 歷史
勞倫斯頓的郵局於1877年設立，其後於1941年停運。

## 地理
勞倫斯頓所處的海拔為高於海平面173米（即568英呎），而該地所採用的時區為UTC-6，即北美中部時區（CST）。同時該地設有夏令時間，為UTC-6調快一小時，即UTC-5（CDT）。